# Никола IV Потье
Никола IV Потье, сеньор д’Оккерр (фр. Nicolas IV Potier; ум. 1628) — французский дворянин, политик и высокопоставленный чиновник.
После отставки своего дяди Луи Потье де Жевра наследует его пост государственного секретаря (15.10.1622). Государственный секретарь по иностранным делам с 5 февраля 1624 по 1626 год при Людовике XIII. Президент Счетной палаты парижского Парламента (с 05.07.1614). Сын Никола III Потье (1541—1645), советника и президента Парламента, канцлера Франции и Изабо Бейе; брат Огюстэна Потье де Бланмениля (епископа Бове и первого министра (1643)); дядя Никола Потье де Новьона.
Жена — Мария Барре, дочь Антуана, сеньора де Кусто. В браке с нею у Никола родились:
- Рене Потье де Бланмениль, советник и президент Апелляционной палаты Парламента
- Огюстен Потье, шевалье, советник Парламента
- Жанна (ум. 1.7.1681)[1], жена Мишеля де Марийяка. Среди её потомков — Марийяки, Мотье де Лафайет, Латремуи)
- Мадлен (1623—1705), жена Гийома де Ламуаньона (20.10.1617 — 10.12.1677), фрондера и первого Президента Парламента (1658).

Убит при осаде Ла-Рошели в 1628 году.